# Aguinaldo Policarpo Mendes da Veiga
Aguinaldo Policarpo Mendes da Veiga, meglio noto come Aguinaldo (Luanda, 25 marzo 1989), è un calciatore angolano, attaccante svincolato.

## Carriera

### Club
Con la maglia del Recreativo do Libolo ha preso parte a due edizioni della CAF Champions League. In quella del 2012, ha disputato due incontri nel primo turno contro i nigeriani del Sunshine Stars. Nell'edizione del 2013 ha invece accumulato 4 presenze segnando due goal nella fase a gruppi. Conta inoltre 3 presenze nella massima serie rumena, 12 nella massima serie tunisina, 28 nella massima serie cipriota, e 17 nella massima serie thailandese.

### Nazionale
Tra il 2011 e il 2012 ha giocato tre partite con la nazionale angolana.